# Stanisław Wierzbowski (1908–1985)
Stanisław Wierzbowski (ur. 28 stycznia 1908 w Sielcach k. Pińczowa, zm. 1 października 1985 w Łodzi) – turysta i krajoznawca łódzki, zasłużony dla PTTK w Łodzi.
Urodził się 28 stycznia 1908 we wsi Sielce k. Pińczowa.
Z zawodu był księgowym, w latach 1933–1939 pracował w zakładach włókienniczych Horaka w Rudzie Pabianickiej, w latach 1945–1947 w Parowozowni Łódź-Kaliska, a od 1947 do przejścia na emeryturę w 1973 był głównym księgowym w Biurze Budowy Sieci Najwyższych Napięć Zakładu Energetycznego Okręgu Centralnego.
W latach międzywojennych działał w Towarzystwie Gimnastycznym "Sokół".
Był członkiem Polskiego Związku Zachodniego, w związku z czym został w listopadzie 1939 aresztowany i osadzony na Radogoszczu, skąd zwolniony w styczniu 1940 skierowany został do pracy w Parowozowni Łódź-Kaliska.
W latach 1950–1960 działał w Kole Sportowym "Energetyk".
Do PTTK wstąpił 13 lipca 1961, został członkiem Koła Terenowego Górali. Wędrówki górskie rozpoczął od obozu wędrownego w Tatrach w 1961 r. prowadzonego przez Elfrydę Trybowską z Rabki.
W 1966 został członkiem Komisji Rewizyjnej Łódzkiego Oddziału PTTK, a od 1968 do 1971 był jej przewodniczącym.
W latach 1972–1973 był skarbnikiem Oddziału, a od 1974 ponownie przewodniczącym Komisji Rewizyjnej. 
W 1985 wybrany został członkiem Wojewódzkiego Sądu Koleżeńskiego.
Od połowy lat 60. XX w. obsługiwał Rajdy Świętokrzyskie początkowo na trasach, a potem jako skarbnik. Przez kilkanaście lat prowadził rajdy jurajskie, beskidzkie, sudeckie i podłódzkie. Rocznie obsługiwał przeciętnie 12 większych imprez. Ponadto w latach 1972–1982 prowadził obozy wędrowne dla członków Klubu Turystów Górskich "Kosówka", którego członkiem został w październiku 1963 r. Od 1966 r. był członkiem jego zarządu, a od 1970 do 1984 był skarbnikiem Klubu, prowadząc jednocześnie ewidencję członków i wykonując wiele innych prac. W 1984 otrzymał godność Członka Honorowego Klubu.
W 1971 uzyskał uprawnienia Przodownika Turystyki Górskiej, a w 1982 otrzymał godność Honorowego Przodownika Turystyki Górskiej.

## Odznaczony
- Złotą Honorową Odznaką PTTK,
- Złotą Odznaką "Zasłużony Działacz Turystyki",
- Odznaką Tysiąclecia Państwa Polskiego,
- Medalem "Za zasługi dla Ziemi Kieleckiej",
- odznaczeniami Oddziału i Zarządu Wojewódzkiego PTTK i innymi

Pochowany na Starym Cmentarzu przy ul. Ogrodowej w Łodzi.

## Opracowano na podstawie
- materiały Komisji Historycznej PTTK w Łodzi - "Słownik biograficzny łódzkich działaczy krajoznawstwa i turystyki" pr. zbior. pod red. Jacka K. Ciesielskiego Łódź 1985;
- 70 lat społecznej turystyki i krajoznawstwa w województwie łódzkim, pr. zb. pod red. Kazimierza Hempla, Łódź 1979;
- Lechosław Fularski 50 lat Oddziału Łódzkiego Polskiego Towarzystwa Turystyczno-Krajoznawczego, Łódź, 2001.